# Фолиранти (ТВ серија)
Фолиранти је југословенска хумористичка телевизијска серија, снимљена у продукцији Телевизије Нови Сад 1992. године и у режији Драгана Гузијана. Серија се састоји из много скечева. 16 година касније снимљен је наставак под називом Генијалци. Након тога је промењен назив у Академци. Серија Фолиранти има 2 циклуса од по 4 епизоде.

## Улоге
| Глумац                | Улога |
| --------------------- | ----- |
| Горан Подлипец        |       |
| Слободан Жижовић      |       |
| Зоран Гвозденов       |       |
| Горан Ивичић          |       |
| Зоран Веселиновић     |       |
| Милица Стокин         |       |
| Верица Јовић          |       |
| Предраг Мирић         |       |
| Александар Комненовић |       |
| Александар Стојшин    |       |
| Горан Ивановић        |       |
| Жељко Дацин           |       |
| Јован Милков          |       |
| Васа Тимотијевић      |       |
| Арнолд Киш            |       |